# 館山都市圏
館山都市圏（たてやまとしけん）は、千葉県館山市を中心とする都市圏である。

## 定義
一般的な都市圏の定義については都市圏を参照。

### 「10% 都市圏」（通勤圏）
- 館山市を中心市とする都市雇用圏（10% 通勤圏）の人口は10万344人（2010年国勢調査基準）。
- 中心 DID（人口集中地区）人口は1万8076人（2010年）。

都市雇用圏（10% 通勤圏）の変遷
| 自治体 ('80) | 1980年                | 1990年                 | 1995年                 | 2000年                | 2005年                | 2010年                 | 自治体 ('16) |
| ------------ | --------------------- | ---------------------- | ---------------------- | --------------------- | --------------------- | ---------------------- | ------------ |
| 富山町       | -                     | 館山 都市圏 10万5727人 | 館山 都市圏 10万1807人 | 館山 都市圏 9万8563人 | 館山 都市圏 9万5290人 | 館山 都市圏 10万0344人 | 南房総市     |
| 富浦町       | 館山 都市圏 9万7131人 | 館山 都市圏 10万5727人 | 館山 都市圏 10万1807人 | 館山 都市圏 9万8563人 | 館山 都市圏 9万5290人 | 館山 都市圏 10万0344人 | 南房総市     |
| 三芳村       | 館山 都市圏 9万7131人 | 館山 都市圏 10万5727人 | 館山 都市圏 10万1807人 | 館山 都市圏 9万8563人 | 館山 都市圏 9万5290人 | 館山 都市圏 10万0344人 | 南房総市     |
| 館山市       | 館山 都市圏 9万7131人 | 館山 都市圏 10万5727人 | 館山 都市圏 10万1807人 | 館山 都市圏 9万8563人 | 館山 都市圏 9万5290人 | 館山 都市圏 10万0344人 | 館山市       |
| 和田町       | 館山 都市圏 9万7131人 | 館山 都市圏 10万5727人 | 館山 都市圏 10万1807人 | 館山 都市圏 9万8563人 | 館山 都市圏 9万5290人 | 館山 都市圏 10万0344人 | 南房総市     |
| 丸山町       | 館山 都市圏 9万7131人 | 館山 都市圏 10万5727人 | 館山 都市圏 10万1807人 | 館山 都市圏 9万8563人 | 館山 都市圏 9万5290人 | 館山 都市圏 10万0344人 | 南房総市     |
| 千倉町       | 館山 都市圏 9万7131人 | 館山 都市圏 10万5727人 | 館山 都市圏 10万1807人 | 館山 都市圏 9万8563人 | 館山 都市圏 9万5290人 | 館山 都市圏 10万0344人 | 南房総市     |
| 白浜町       | -                     | 館山 都市圏 10万5727人 | 館山 都市圏 10万1807人 | 館山 都市圏 9万8563人 | 館山 都市圏 9万5290人 | 館山 都市圏 10万0344人 | 南房総市     |
| 鋸南町       | -                     | -                      | -                      | -                     | -                     | 館山 都市圏 10万0344人 | 鋸南町       |

- 2006年3月20日：富浦町、富山町、三芳村、白浜町、千倉町、丸山町、和田町が合併し南房総市となる。